# Mezőfény
Mezőfény (románul Foieni; németül Fienen) falu Romániában, Szatmár megyében, Mezőfény község központja.

## Fekvése
Mezőfény Szatmár megyében, a Szatmári síkságon fekvő, Nagykárolytól nyugatra található település.

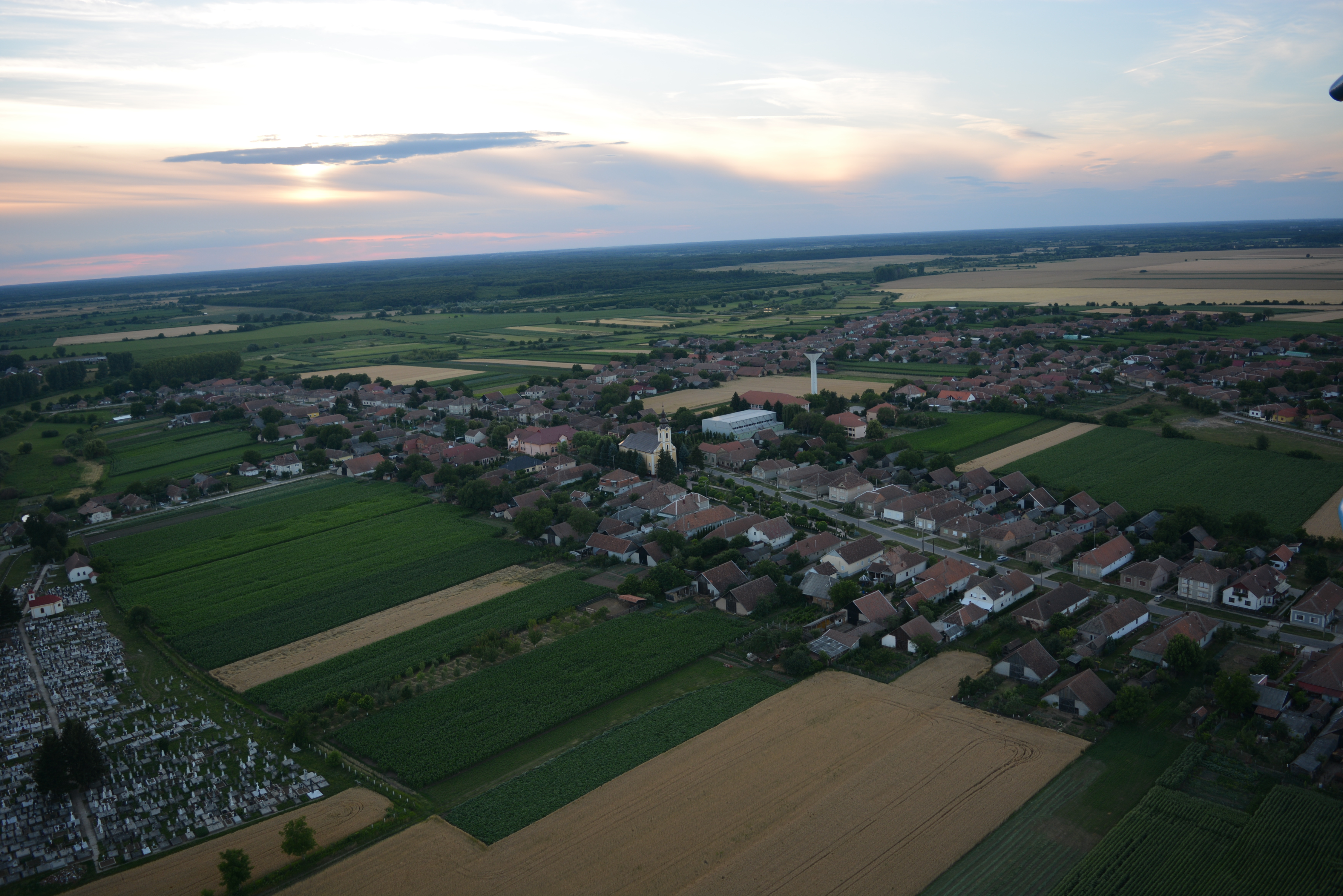

## Története
Fény (Mezőfény) az Ecsedi-láp mellett fekvő régi település.  A kezdetektől fogva a Kaplon nemzetség-hez tartozó Károlyi család birtokai közé tartozott.
Az 1332-1337 évi pápai tizedjegyzékben már megtalálható volt neve, amit már 1410-ben is Feen-nek irtak. 1419-ben a Károlyi család tagjai új adományt kapnak rá. Mellettük azonban még több családnak, a Vetési, a Csomaközy és a Bagosi családoknak is voltak itt birtokaik. 1468-ban Fény település már teljes egészében a Károlyiak birtoka volt. Ekkor azonban Károlyi László zálogba adta Endrédi Nagy Ferencnek.
A 17. században Fény teljesen elpusztult. 1720-ban gróf Károlyi Sándor Németország-ból való svábokat telepített ide, s katolikus templomot építtetett, plébániát alapított.
A 20. század elején a gróf Károlyi család volt a település fő birtokosa.
Fényhez tartozott Kigye puszta és Körmeirtvány is.
Népessége a 2002-es népszámlálási adatok alapján:
Románok: 53 fő,	2,81%
Magyarok: 1045 fő, 55,52%
Ukránok: 1 fő, 0,05%
Németek: 783 fő, 41,60%
Összesen: 1882 fő, 100%

## Nevezetességek
- Katolikus templom – 1785-ben épült, majd 1900-ban felújították. Szent Mihály arkangyal nevét viseli.
- Római katolikus kápolna 1740-ben épült.
- Homokdűne-rezervátum – A település területén található a természetvédelmi területként nyilvántartott Fényi Homokdűnesor. A Fényi Erdő védett területtel összefüggő tájegység, az itteni homokdűnék tölgyesei (és az azokat már sok helyen felváltó akácosok) a jövőben külön védelem alá kerülhetnek, hiszen a Natura 2000 természetvédelmi hálózat részei.
- Homokbánya (gyurgyalag fészkek)
- Malomipari kiállítás – A régi malom épületében malomipari kiállítás tekinthető meg.

## Híres emberek
- Itt született 1932. szeptember 30-án Teiszler Pál magyar nyelvész és nyelvjáráskutató.

### Közösségi oldalak
- Mezőfényiek csoportja (Facebook)

### Weboldalak
- Mezőfény honlapja románul
- Mezőfény honlapja magyarul
- Mezőfényi idősek otthona